# ぴあの (JOE'S PROJECTの曲)
「ぴあの」は、JOE'S PROJECTのシングル。CDコードはPIDL-1118。

## 概要
NHK連続テレビ小説『ぴあの』の前半主題歌である。

## 収録曲
1. ぴあの
  - 作詞：松本隆、作曲・編曲：久石譲
2. ぴあの スタンダード
  - 作曲・編曲：久石譲
3. ぴあの（オリジナル・カラオケ）

## 収録アルバム
| 曲名   | 収録作品                                      | 発売日        | 規格品番  | 備考 |
| ------ | --------------------------------------------- | ------------- | --------- | ---- |
| ぴあの | 『オリジナル・サウンドトラック ぴあの Vol.1』 | 1994年6月25日 | PICL-1082 |      |